# Siergiej Nasiewicz
Siergiej Walentinowicz Nasiewicz (ros. Сергей Валентинович Насевич; ur. 19 października 1963) – radziecki i rosyjski zapaśnik walczący w stylu klasycznym. Brązowy medalista mistrzostw świata w 1987; piąty w 1986. Mistrz Europy w 1987; drugi w 1990 i trzeci w 1994. Pierwszy w Pucharze Świata w 1988, 1989 i 1993. Mistrz Rosji w 1994. Wicemistrz ZSRR w 1986, 1988 i 1990; trzeci w 1987 i 1989 roku.